# Tomislav Čižmešija
Tomislav Čižmešija (ur. 31 sierpnia 1968 w Zagrzebiu) – chorwacki łyżwiarz figurowy, startujący w konkurencji solistów. Uczestnik igrzysk olimpijskich (1992), uczestnik mistrzostw świata i Europy.
Jego siostrą jest Željka Čižmešija, łyżwiarka figurowa startująca w konkurencji solistek, dwukrotna olimpijka (1988, 1992).
Čižmešija jest międzynarodowym sędzią łyżwiarskim Międzynarodowej Unii Łyżwiarskiej (ISU).

## Osiągnięcia
| Zawody                                | 83–84          | 84–85          | 85–86          | 86–87          | 87–88          | 88–89          | 89–90          | 90–91          | 91–92          | 92–93          | 93–94          |                |                |                |                |                |                |
| Międzynarodowe                        | Międzynarodowe | Międzynarodowe | Międzynarodowe | Międzynarodowe | Międzynarodowe | Międzynarodowe | Międzynarodowe | Międzynarodowe | Międzynarodowe | Międzynarodowe | Międzynarodowe | Międzynarodowe | Międzynarodowe | Międzynarodowe | Międzynarodowe | Międzynarodowe | Międzynarodowe |
| ------------------------------------- | -------------- | -------------- | -------------- | -------------- | -------------- | -------------- | -------------- | -------------- | -------------- | -------------- | -------------- | -------------- | -------------- | -------------- | -------------- | -------------- | -------------- |
| Igrzyska olimpijskie                  |                |                |                |                |                |                |                |                | 29             |                |                |                |                |                |                |                |                |
| Mistrzostwa świata                    |                |                |                | 26             | 24             |                |                | 28             | 27             | 39             | 39             |                |                |                |                |                |                |
| Mistrzostwa Europy                    |                |                | 21             | 16             | 21             | 17             | 20             | 17             |                | 23             | 33             |                |                |                |                |                |                |
| Międzynarodowe: Kategorie młodzieżowe |                |                |                |                |                |                |                |                |                |                |                |                |                |                |                |                |                |
| Mistrzostwa świata juniorów           | WD             | 15             |                |                |                |                |                |                |                |                |                |                |                |                |                |                |                |